# Euploea lewinii
Espèce

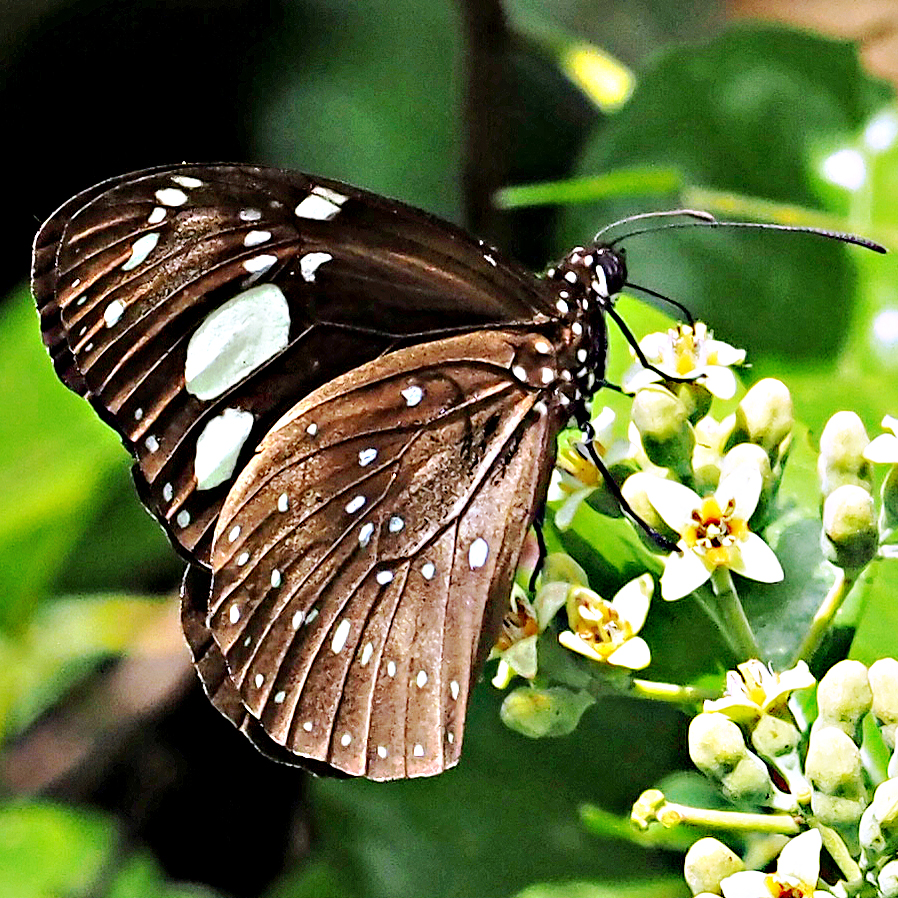
Euploea lewini montrouzieri sur inflorescence de Santal, Nouvelle Calédonie

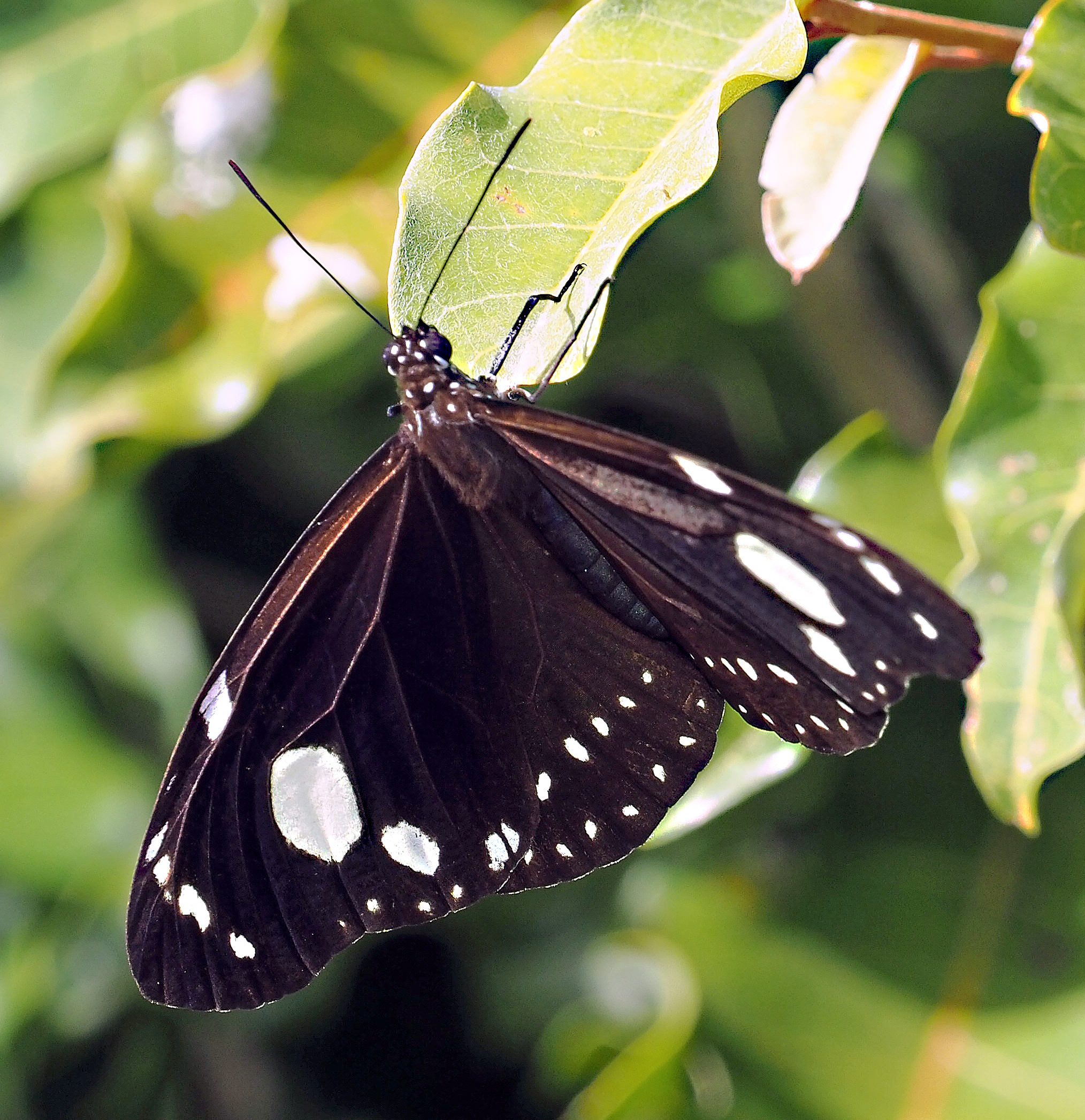
Euploeza lewini montrouzieri femelle, Nouvelle Calédonie

Euploea lewinii est une espèce de lépidoptères (papillons) de la famille des Nymphalidae, de la sous-famille des Danainae et du genre Euploea.

## Dénomination
Euploea lewinii a été nommé par Cajetan Freiherr von Felder et Rudolf Felder en 1865.

### Noms vernaculaires
Euploea lewinii se nomme en anglais Crow.

### Sous-espèces
- Euploea lewinii lewinii aux Tonga.
- Euploea lewinii eschscholtzii (C. et R. Felder, 1865) aux Fidji.
- Euploea lewinii lilybaea (Fruhstorfer, 1911) au Vanuatu.
- Euploea lewinii montrouzieri (C. et R. Felder, 1865) en Nouvelle-Calédonie[1].
- Euploea lewinii perryiButler, est noté sur la Cook Island Biodiversity Database[2]
- Euploea lewinii bourkei (Poulton) aux iles Samoa.
- Euploea lewinii mathewi (Poulton) aux Tonga arekirangi

## Description
C'est un papillon marron foncé aux ailes et au corps ornementés de points blancs et de taches blanches. le dessus des antérieures présente une ligne submarginale de points blancs, à l'apex marron limité par des taches blanches doublées par une bande de grosses taches blanches. Les postérieures sont ornementées de la même ligne submarginale de points blancs doublée d'une seconde ligne.
Le revers est marron ornementé de lignes de points blancs dont une submarginale.

## Biologie

### Plantes hôtes
Les plantes hôtes de sa chenille sont des Ficus, Ficus barclayana, Ficus tinctoria, des Apocynaceae,  Nerium oleander.

## Écologie et distribution
Euploea lewinii est présent en Océanie, aux Fidji, au Vanuatu et en Nouvelle-Calédonie à Grande Terre et aux Iles Loyauté,.

### Protection
Pas de statut de protection particulier.